# Crama
Crama är ett släkte av steklar. Crama ingår i familjen Scelionidae.
Kladogram enligt Catalogue of Life:
| Crama | \| \| Crama albicoxa \| \| \| \| \| \| Crama reticulata \| \| \| \| |
|       | \| \| Crama albicoxa \| \| \| \| \| \| Crama reticulata \| \| \| \| |
|       | Crama albicoxa                                                      |
|       |                                                                     |
|       | Crama reticulata                                                    |
|       |                                                                     |